# Шипицино (Кочёвский район)
Шипицино — деревня в Кочёвском районе Пермского края. Входила в состав Кочёвского сельского поселения. Располагается юго-западнее районного центра, села Кочёво. Расстояние до районного центра составляет 6 км. По данным Всероссийской переписи населения 2010 года, в деревне проживало 25 человек (12 мужчин и 13 женщин).

## История
По данным на 1 июля 1963 года, в деревне проживало 110 человек. До конца 1962 года населённый пункт входил в состав Дуровского сельсовета, а в 1963 году деревня вошла в состав Кочёвского сельсовета.